# Албокс
Албокс (на испански: Albox) е населено място и община в Испания. Намира се в провинция Алмерия, в състава на автономната област Андалусия. Общината влиза в състава на района (комарка) Вале дел Алмансора. Заема площ от 168 km². Населението му е 11 042 души (по данни от 2010 г.). Разстоянието до административния център на провинцията е 120 km.

## Демография
| 1998 | 1999 | 2000 | 2001 | 2002 | 2003   | 2004   | 2005   | 2006   | 2007   |
| ---- | ---- | ---- | ---- | ---- | ------ | ------ | ------ | ------ | ------ |
| 9471 | 9671 | 9599 | 9661 | 9974 | 10 409 | 10 680 | 11 271 | 11 000 | 11 166 |